# Argentinas ambassad i Stockholm
Argentinas ambassad i Sverige (spanska: Embajada de la República Argentina ante el Reino de Suecia) är belägen på Narvavägen 32 på Östermalm i centrala Stockholm.

## Fastighet
Ambassaden är inrymd i Bocanderska husen på Narvavägen 32, som även inrymmer bland annat Tunisiens ambassad.

## Beskickningschefer
| Namn                            | Period             | Funktion          | Anmärkning                     |
| ------------------------------- | ------------------ | ----------------- | ------------------------------ |
| Dr Juan Lagos Marmol            | 1912–tidigast 1915 | Envoyé            | Ackrediterad 11 maj 1912       |
| Jacobo F. Peuser                | 1920–tidigast 1921 | Envoyé            | Ackrediterad 17 december 1920  |
| Dr Laurentino Olascoaga         | 1923–1926          | Envoyé            | Ackrediterad 6 december 1923   |
| Alberto H. Bafico               | 1926–1928          | Chargé d’affaires |                                |
| Dr Eduardo Labougle             | 1928–1931          | Envoyé            | Ackrediterad 12 april 1928     |
| Mario Ruiz de los Llanos        | 1931–1932          | Envoyé            |                                |
| Alberto J. Vignes               | 1932–1936          | Chargé d’affaires |                                |
| Ricardo Olivera                 | 1936–1938          | Envoyé            | Ackrediterad 21 september 1936 |
| Carlos Miguens                  | 1938–1945          | Envoyé            | Ackrediterad 26 september 1938 |
| Héctor F. Russo                 | 1947–1950          | Envoyé            | Ackrediterad 18 april 1947     |
| Benito Pedro Llambi             | 1950–1952          | Envoyé            | Ackrediterad 29 mars 1950      |
| Oscar Oneto Astengo             | 1952–1953          | Envoyé            | Ackrediterad 8 november 1952   |
| Enrique José Guillermo Plate    | 1954–1955          | Envoyé            | Ackrediterad 7 januari 1954    |
| Jorge Escalante Posse           | 1957–1958          | Ambassadör        | Ackrediterad 26 mars 1957      |
| Máximo Etchecopar               | 1958–1960          | Ambassadör        | Ackrediterad i november 1958   |
| Javier Teodore Gallac           | 1961–1964          | Ambassadör        | Ackrediterad 6 april 1961      |
| Mario Giordano Echegoyen        | 1964–1967          | Ambassadör        | Utnämnd 25 maj 1964            |
| Eduardo Tomás Pardo             | 1967–tidigast 1970 | Ambassadör        | Ackrediterad 24 januari 1967   |
| Federico Quintana               | 1971–tidigast 1972 | Ambassadör        | Ackrediterad 30 juni 1971      |
| Hugo Boatti Ossorio             | 1976–1981          | Ambassadör        | Ackrediterad 7 september 1976  |
| Hugo Urtubey                    | 1981–1986          | Ambassadör        | Ackrediterad 19 mars 1981      |
| Albino Gómez                    | 1986–1990          | Ambassadör        | Ackrediterad 4 september 1986  |
| Federico Erhart del Campo       | 1990–1994          | Ambassadör        |                                |
| Atilio Molteni                  | 1994–1998          | Ambassadör        |                                |
| Juan Carlos Vignaud             | 1998–2001          | Ambassadör        |                                |
| Elda Sampietro                  | 2002–2007          | Ambassadör        |                                |
| Hernán Massini Ezcurra          | 2007–2011          | Ambassadör        |                                |
| Nélida Maria Contreras de Ecker | 2016–2019          | Ambassadör        | Ackrediterad 6 september 2016  |
| Maria Teresa Kralikas           | 2019–2020          | Ambassadör        |                                |
| Maria Clara Biglieri            | 2020–idag          | Ambassadör        |                                |